# Crkva sv. Fabijana i Sebastijana u Kuču
Crkva sv. Fabijana i Sebastijana je katolička crkva u naselju Kuče koje je u sastavu grada Velika Gorica i zaštićeno kulturno dobro

## Opis dobra
Crkva je smještena u sjevernom dijelu naselja. Sagrađena je početkom 20. stoljeća na mjestu starije drvene kapele. Riječ je o jednobrodnoj prostranoj građevini pravokutnoga tlocrta s užim, poligonalnim svetištem, jednokatnom sakristijom uz južni zid te zvonikom uz sjeverni ugao glavnog pročelja. Ispred glavnoga pročelja izveden je trodijelni trijem. Pročelje je oblikovano u historicističkom duhu, sa stilskim elementima romanike i njemačke renesanse. Unutrašnjost crkve zaključena je drvenim tabulatom oslonjenim na konzole. Umjetničku vrijednost ima glavni oltar sv. Fabijana i Sebastijana iz 17. stoljeća. Crkva predstavlja značajno ostvarenje historicističke sakralne arhitekture.

## Zaštita
Pod oznakom Z-3415 zavedena je kao nepokretno kulturno dobro - pojedinačno, pravna statusa zaštićena kulturnog dobra, klasificirano kao "sakralna graditeljska baština".